# Parapapà (programma televisivo)
Parapapà (già È domenica papà) è stato un programma per bambini condotto ed ideato da Armando Traverso in onda sul canale Rai Yoyo.

## Il programma
Il programma nasce il 21 ottobre 2011 ereditando il successo di È domenica papà, andato in onda fino alla metà di settembre dello stesso anno sempre sullo stesso canale. Il programma è articolato in tre rubriche: le "Parapanews", il "Parapaquiz" e il "Parapashow". Il "Parapanews" è il tg dei pupazzi nel quale in ogni puntata si presenta un'attività o una mostra o un laboratorio per bambini e ragazzi attraverso dei collegamenti con gli altri pupazzi del programma. Il "Parapaquiz" è invece un vero e proprio quiz per i pupazzi e i bambini a casa dove con tre indizi i pupazzi devono indovinare una parola. Alla risposta è poi legata una mostra o un'occasione per passare il weekend insieme ai genitori in giro per l'Italia. Infine c'è il "Parapashow", un vero momento di spettacolo con ragazzi o adulti (maghi, ballerini, acrobati...). Da questo programma nasce l'idea di Casa Lallo, ovvero la prima situation comedy per pupazzi prodotta in Italia.

### Prima edizione
La prima edizione di Parapapà è andata in onda dal 21 ottobre 2011 al 1º luglio 2012 per un totale di 111 puntate trasmesse. In tutta l'edizione sono state usate due diverse scenografie: la prima, un laboratorio, per il venerdì ed il sabato mentre la seconda, una cucina, esclusivamente per la domenica. Infatti fino a fine febbraio 2012 alla domenica Armando con il pupazzo "Alè, il miglior cuoco che c'è" realizzava una semplice ricetta a tema. Inoltre a marzo dello stesso anno il Parapashow ha ospitato le canzoni delle classi partecipanti al Festival della Canzone Europea per Bambini, di cui il 27 maggio ha ospitato anche i vincitori. Da maggio 2012 nel Parapashow del sabato è stata introdotta la Paraparade, ovvero la classifica di tutte le canzoni del programma e di altre scritte appositamente. I protagonisti di queste canzoni sono i pupazzi di questa trasmissione con delle scenografie create appositamente al computer per ognuno di essi.

### Continuum della Prima edizione nell'ottobre 2012
Parapapà è tornato in onda da venerdì 19 ottobre a domenica 18 novembre dello stesso anno, il venerdì, sabato e domenica, alle ore 11.15 su Rai Yoyo. La numerazione delle puntate parte dal numero 112 perché è la continuazione della prima edizione, pur essendo le storie in concomitanza col periodo di messa in onda. Durante tutte le puntate della domenica è stato ospite Pocoyo. La puntata della domenica è ambientata al centro dello studio e non più nel laboratorio; non vengono più consigliate delle ricette ai telespettatori né mostrati dei quadri di Alè. Nella puntata del sabato è sempre presente la Paraparade all'interno del Parapashow. Questa semi-edizione è composta solo da 15 puntate.

## Conduzione
Il programma è condotto da Armando Traverso.
Nella conduzione è "affiancato" da diversi pupazzi. Questi sia durante la trasmissione che nei collegamenti esterni sono animati da Barbara Cinquatti, Piero Marcelli e Guido Ruffa, che veste i panni di Lupo Lucio nella Melevisione. La creazione degli ultimi pupazzi risale al 2010 all'interno del programma "È domenica papà", allora trasmesso su Rai 3. Dal mese di novembre 2012 si inizia a parlare di un futuro restyling dei pupazzi che avverrà nelle settimane successive. Tra essi vi sono stati:
- Lallo, il cavallo del West
- Gigliola Lumacher
- Peppone, il talpone
- Martina, la talpina
- Orazio, il tigrotto dello spazio
- Gigetto, il coniglietto rock
- Dario, il calendario
- Alè, il maialè
- Melassa, la pianta grassa
- Ambrogio, l'orologio
- Vittorio, il telefono dallo squillo perentorio
- Agostino, il citofono canterino
- Enza, la radio in modulazione di frequenza
- Tino, il robottino
- Adelmo, lo schermo
- Richy, il mouse
- Ivo, il corvo cattivo
- Gioele, la iena crudele
- Bice, la vernice

## Ospiti
Durante ogni Parapashow interviene un ospite che esegue un suo numero per far divertire il pubblico a casa o per insegnare qualche particolarità ai bambini. Inizialmente l'ospite era lo stesso per tutto il week-end, mentre dal 2012 se ne possono alternare diversi. All'interno di È domenica papà l'8 luglio 2011 è stata ospite la conduttrice televisiva Georgia Luzi che ha presentato ai bambini due ballerini di hip-hop al fine di imparare alcuni passi di questo ballo. Infatti è stata per anni la conduttrice di programmi relativi al ballo come Music Gate. Nell'ultima puntata della prima edizione è stato ospite in studio il personaggio animato Pocoyo che ha presentato con Armando ed i pupazzi a cui questi hanno fatto un ritratto. Pocoyo è stato ospite fisso durante tutte le puntate della domenica della seconda edizione.

## Canzoni
All'interno del programma e da maggio 2012 nella rubrica "Paraparade" sono state presentate le seguenti canzoni, che dallo stesso mese è possibile votare, stabilendo una classifica, sul sito ufficiale:
- Vacanze in grotta
- Swing galattico
- Orazio (presenta il personaggio di Orazio)
- Melassa (presenta il personaggio di Melassa)
- La regina del défilé
- Il suo nome è Lallo
- Cuore gigante
- M come Mamma (canzone dedicata alla Festa della Mamma)
- Il walzer dello Chef

## Edizioni
| Edizione          | Inizio          | Fine             | N. Puntate |
| ----------------- | --------------- | ---------------- | ---------- |
| Prima (2011/2012) | 21 ottobre 2011 | 18 novembre 2012 | 126        |